# Йохан Антон Ширндингер фон Ширндинг
Йохан Антон Ширндингер фон Ширндинг (на немски: Johann Anton Schirndinger von Schirnding; † 31 август 1756) е фрайхер от много стария франкски род „Ширндингер фон Ширндинг“ на границата между Бавария и Бохемия. Резиденцията на фамилията е в Ширндинг.

## Фамилия
Йохан Антон Ширндингер фон Ширндинг се жени за фрайин Мария Катарина Хизерле фон Ходау († 1760). Те имат една дъщеря:
- Мария Вилхелмина Ширндингер фон Ширндинг (* 10 ноември 1733; † 1803), омъжена I. на 3 февруари 1754 г. в Дрезден за граф Фридрих Еберхард Йозеф Франц фон Золмс-Зоненвалде (* 7 април 1732, Зоненвалде; † 20 октомври 1758, Зоненвалде)[2], II. за граф Франц Ксавер фон Вицник († 14 август 1789).